# Ґаєво (Дравський повіт)
Ґаєво (пол. Gajewo) — село в Польщі, у гміні Дравсько-Поморське Дравського повіту Західнопоморського воєводства.
У 1975-1998 роках село належало до Кошалінського воєводства.